# Uroplatus pietschmanni
Uroplatus pietschmanni là một loài thằn lằn trong họ Gekkonidae. Loài này được Böhle & Schönecker mô tả khoa học đầu tiên năm 2004.